# Neodon juldaschi
Neodon juldaschi је врста глодара из породице хрчкова (лат. Cricetidae). 

## Распрострањење
Врста је присутна у Авганистану, Киргистану, Пакистану, Таџикистану, Узбекистану и Кини.

## Станиште
Врста Neodon juldaschi има станиште на копну.

## Угроженост
Ова врста није угрожена, и наведена је као последња брига јер има широко распрострањење.

### Популациони тренд
Популациони тренд је за ову врсту непознат.